# Janusz Zarenkiewicz
Janusz Zarenkiewicz (3 agosto 1959) è un ex pugile polacco.

## Palmarès

### Olimpiadi
- 1 medaglia:
  - 1 bronzo (Seul 1988 nei pesi supermassimi)

### Europei dilettanti
- 1 medaglia:
  - 1 bronzo (Budapest 1985 nei pesi supermassimi)